# Robustagramma setituberosum
Robustagramma setituberosum är en tvåvingeart som beskrevs av Marshall och Xiaolong Cui 2005. Robustagramma setituberosum ingår i släktet Robustagramma och familjen hoppflugor. Inga underarter finns listade i Catalogue of Life.